# رودخانه ماندرا
رودخانه ماندرا (به لاتین: Mandrare River) یک رود در ماداگاسکار است که در ماداگاسکار واقع شده‌است.